# تیتانیوم ایزو پروپوکسید
تیتانیوم ایزو پروپوکسید (به انگلیسی: Titanium isopropoxide) با فرمول شیمیایی C۱۲H۲۸O۴Ti یک ترکیب شیمیایی است. که جرم مولی آن ۲۸۴٫۲۲ g/mol می‌باشد. شکل ظاهری این ترکیب، مایع بی‌رنگ است.